# Montiers
Pour les articles homonymes, voir Montiers-sur-Saulx et Montiers-en-Argonne.
Montiers est une commune française située dans le département de l'Oise en région Hauts-de-France.

## Géographie

### Localisation
La commune se trouve dans la zone d'emploi de Compiègne et le bassin de vie d'Estrées-Saint-Denis.

### Communes limitrophes
Les communes limitrophes sont  La Neuville-Roy, Léglantiers, Ménévillers, Pronleroy, Saint-Martin-aux-Bois et Wacquemoulin.
|             | Saint-Martin-aux-Bois | Ménévillers  |
| Léglantiers | Montiers              | Wacquemoulin |
| Pronleroy   | La Neuville-Roy       |              |

### Géologie et relief
La superficie de la commune est de 7,89 km2 ; son altitude varie de 62  à   131 mètres. 
Louis Graves indiquait en 1835 que le territoire communal était « placé presqu'en entier sur la rive gauche de l'Aronde qui a sa sonrce au bas du village. .Un ravin, venant du canton de Maignelay et se réunissant à la vallée, augmente l'inégalité du sol ».

### Hydrographie

#### Réseau hydrographique

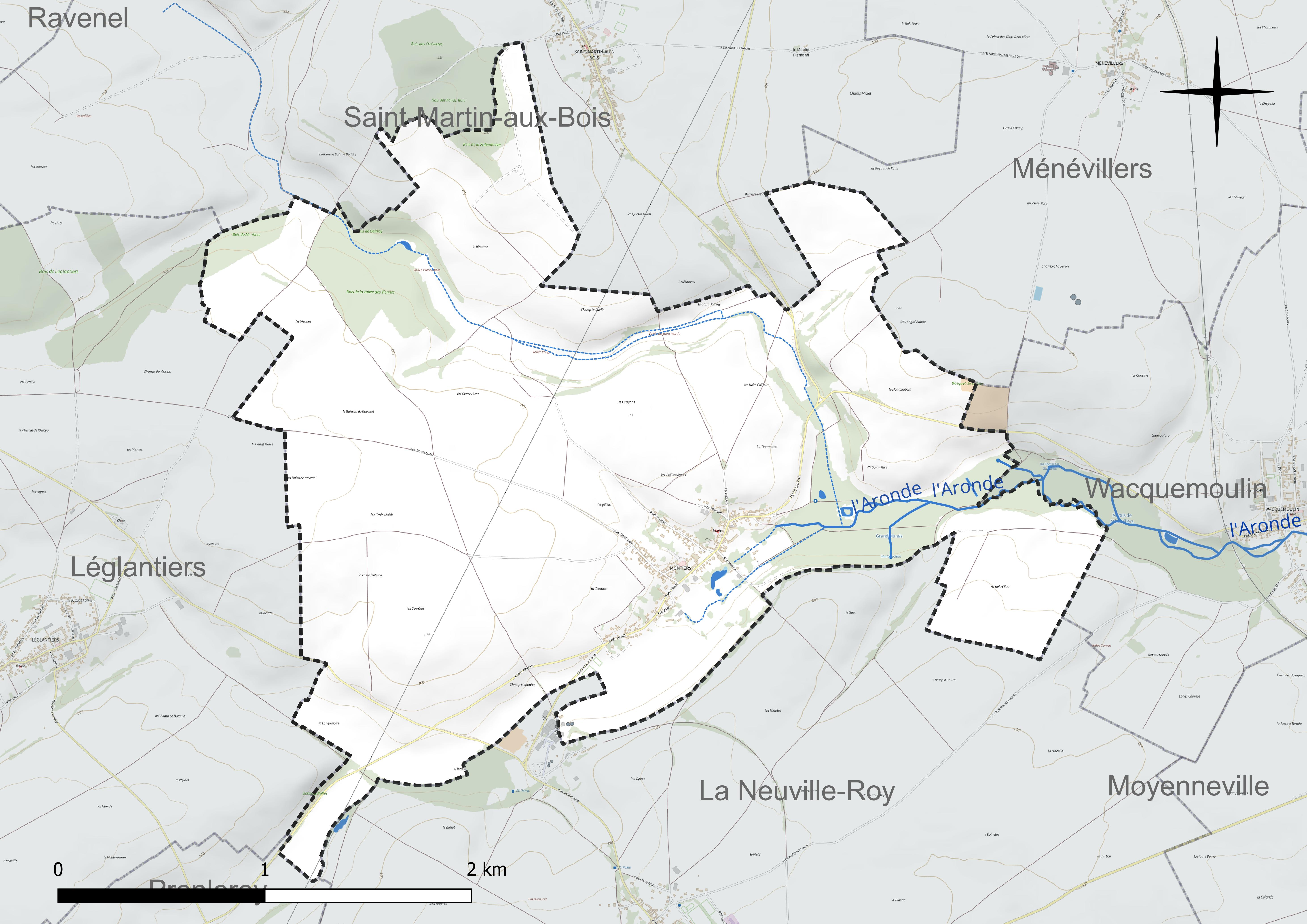
Réseau hydrographique de Montiers.

La commune est située dans le bassin Seine-Normandie. 
Elle est drainée par l'Aronde,.
L'Aronde, d'une longueur de 26 km, prend sa source dans la commune  et se jette  dans l'Oise (rive gauche) à Clairoix, après avoir traversé 13 communes. 

#### Gestion et qualité des eaux
Le territoire communal est couvert par le schéma d'aménagement et de gestion des eaux (SAGE) « Sensée ». Ce document de planification concerne un territoire de 789 km2 de superficie, délimité par trois bassins versants en totalité ou en partie (Aisne, Oise et Aronde). Le périmètre a été arrêté le 16 octobre 2001 et le SAGE proprement dit a été approuvé le 8 juin 2009, puis révisé le 27 novembre 2019. La structure porteuse de l'élaboration et de la mise en œuvre est le syndicat mixte Oise-Aronde. 
La qualité des cours d'eau peut être consultée sur un site dédié géré par les agences de l'eau et l'Agence française pour la biodiversité. 

### Climat
Pour des articles plus généraux, voir Climat des Hauts-de-France et Climat de l'Oise.
En 2010, le climat de la commune est de type climat océanique dégradé des plaines du Centre et du Nord, selon une étude du CNRS s'appuyant sur une série de données couvrant la période 1971-2000. En 2020, Météo-France publie une typologie des climats de la France métropolitaine dans laquelle la commune est exposée à un climat océanique et est dans la région climatique  Nord-est du bassin Parisien, caractérisée par un ensoleillement médiocre, une pluviométrie moyenne régulièrement répartie au cours de l'année et un hiver froid (3 °C). 
Pour la période 1971-2000, la température annuelle moyenne est de 10,7 °C, avec une amplitude thermique annuelle de 14,3 °C. Le cumul annuel moyen de précipitations est de 661 mm, avec 10,6 jours de précipitations en janvier et 8,1 jours en juillet. Pour la période 1991-2020, la température moyenne annuelle observée sur la station météorologique la plus proche, située sur la commune de Godenvillers à 10 km à vol d'oiseau, est de 11,1 °C et le cumul annuel moyen de précipitations est de 701,9 mm,. Pour l'avenir, les paramètres climatiques de la commune estimés pour 2050 selon différents scénarios d'émission de gaz à effet de serre sont consultables sur un site dédié publié par Météo-France en novembre 2022.

## Urbanisme

### Typologie
Au 1er janvier 2024, Montiers est catégorisée commune rurale à habitat dispersé, selon la nouvelle grille communale de densité à sept niveaux définie par l'Insee en 2022.
Elle est située hors unité urbaine et hors attraction des villes,.

### Occupation des sols

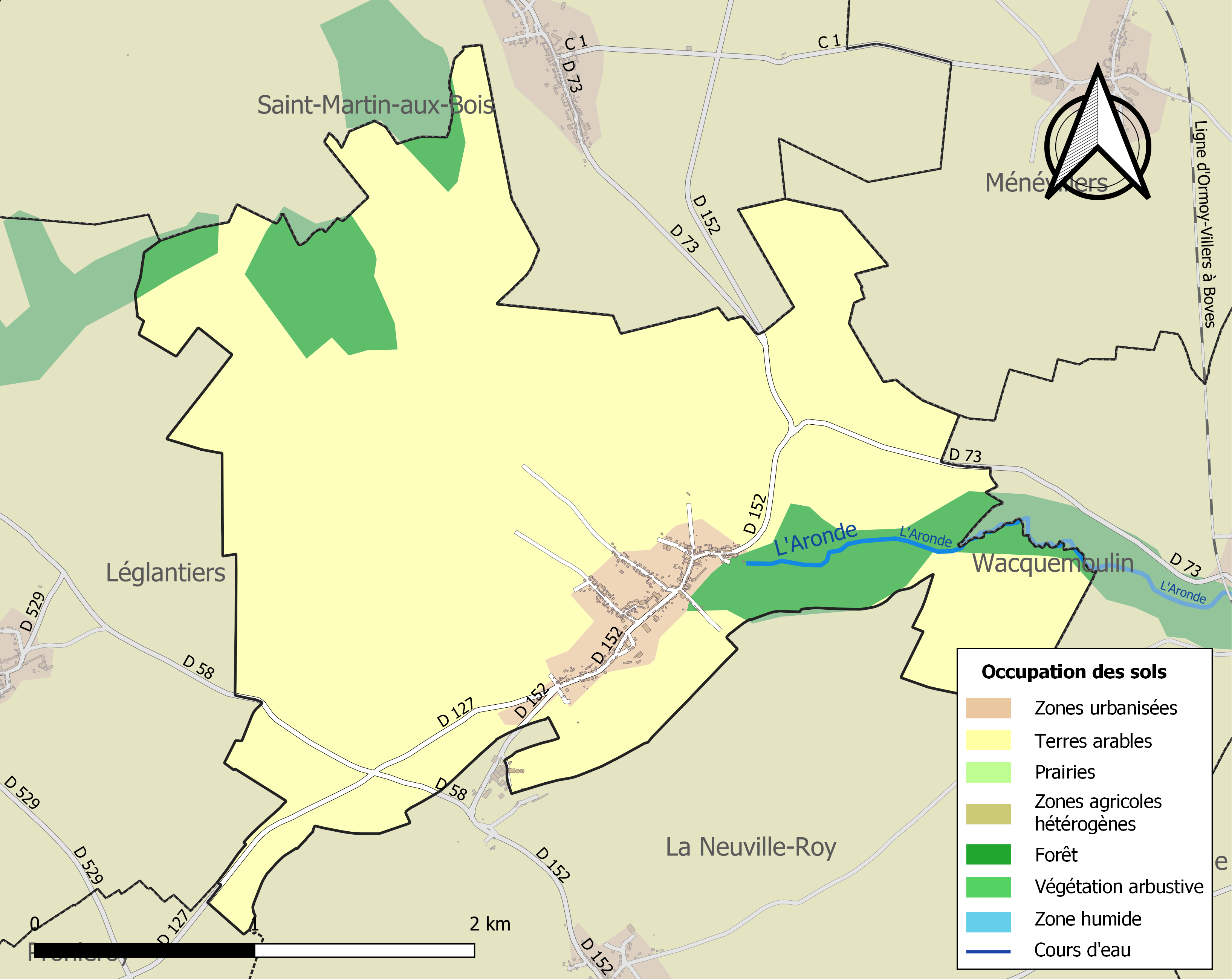
Carte des infrastructures et de l'occupation des sols de la commune en 2018 (CLC).

L'occupation des sols de la commune, telle qu'elle ressort de la base de données européenne d'occupation biophysique des sols Corine Land Cover (CLC), est marquée par l'importance des territoires agricoles (84,7 % en 2018), une proportion identique à celle de 1990 (84,7 %). 
La répartition détaillée en 2018 est la suivante : terres arables (84,7 %), forêts (10,9 %), zones urbanisées (4,3 %). 
L'évolution de l'occupation des sols de la commune et de ses infrastructures peut être observée sur les différentes représentations cartographiques du territoire : la carte de Cassini (XVIIIe siècle), la carte d'état-major (1820-1866) et les cartes ou photos aériennes de l'IGN pour la période actuelle (1950 à aujourd'hui).

### Habitat et logement
En 2021, le nombre total de logements dans la commune était de 185, alors qu'il était de 178 en 2016 et de 171 en 2011. 
Parmi ces logements, 91,3 % étaient des résidences principales, 2,2 % des résidences secondaires et 6,5 % des logements vacants. Ces logements étaient pour 96,2 % d'entre eux des maisons individuelles et pour 3,8 % des appartements. 
Le tableau ci-dessous présente la typologie des logements à Montiers en 2021 en comparaison avec celle de l'Oise et de la France entière. Une caractéristique marquante du parc de logements est ainsi la faible proportion des résidences secondaires et logements occasionnels (2,2 %) par rapport au département (2,4 %) et à la France entière (9,7 %). 
| Typologie                                               | Montiers | Oise | France entière |
| ------------------------------------------------------- | -------- | ---- | -------------- |
| Résidences principales (en %)                           | 91,3     | 90,5 | 82,2           |
| Résidences secondaires et logements occasionnels (en %) | 2,2      | 2,4  | 9,7            |
| Logements vacants (en %)                                | 6,5      | 7    | 8,1            |

### Voies de communication et transports
La commune est desservie, en 2023, par les lignes 662, 683, 6304, 6309, 6328 et 6342 du réseau interurbain de l'Oise.

## Toponymie
Le nom de la localité est attesté sous les formes Monasteria (1049) ; villae quae dicitur Monasteria (1164) ; Musters (vers 1190) ; Mostiers (1191) ; Monstiers (1191) ; Mosters (XIIe) ; Monsters (1230) ; Monasterium (1231) ; Petrus de monasteriis (XIIIe) ; Moustiers empres la Neuville le roy (1454) ; Monthiers (1520) ; Moustiers (1520) ; Monstierres (1540) ; Montiers (1643) ; capella de Monstiers (1666) ; Montières (1749).

Pluriel de l'oil monstier, montié « monastère », variante de mostier, moutier « monastère, église ». Le nom commun *mostier > moustier > moutier est issu ultimement du latin populaire monisterium, altération de monastērium.
Ce monastère fut réuni à l'Abbaye Notre-Dame de Breteuil.

## Histoire

### Ancien Régime
Louis Graves indiquait en 1835 que « la seigneurie de Moutiers appartint anciennement à la maison de Créqui et à celle d'Hangest ; elle relevait en partie du comté de Clermont ».
La seigneurie de Montiers a appartenu à la famille Tarteron, qui a conservé le château jusqu'au début du XIXe siècle.

### Époque contemporaine
Le propriétaire du château au début du XIXe siècle, M. de Lagarde, fait creuser dans son parc plusieurs puits artésiens.
En 1835 existait un pélerinage à la fontaine Saint-Sulpice située dans la vallée, dans lequel on invoquait l'intercession de Saint Sulpice pour la guérison des enfants qui ne pouvaient pas marcher.  A cette époque, on notait dans la commune la présence d'un moulin à vent et de carrières. Quelques habitants faisaient la coûture de gants.
Durant la seconde Guerre mondiale, le 15 septembre 1943, le bombardier américain B-17 no 42-3452 est abattu sur le territoire communal. L'un des membres de l'équipage, le 2nd Lt James G. Bormuth, est sauvé par des habitants du village et de Plainval.

## Politique et administration

### Rattachements administratifs et électoraux

#### Rattachements administratifs
La commune se trouve depuis 1942 dans l'arrondissement de Clermont du département de l'Oise.  
Elle faisait partie depuis 1801 du canton de Saint-Just-en-Chaussée. Dans le cadre du redécoupage cantonal de 2014 en France, cette circonscription administrative territoriale a disparu, et le canton n'est plus qu'une circonscription électorale.

#### Rattachements électoraux
Pour les élections départementales, la commune fait partie depuis 2014 du canton d'Estrées-Saint-Denis.
Pour l'élection des députés, elle fait partie de la première circonscription de l'Oise.

### Intercommunalité
Penvénan était membre de la communauté de communes du Plateau Picard,  un établissement public de coopération intercommunale (EPCI) à fiscalité propre créé fin 1999 et auquel la commune avait transféré un certain nombre de ses compétences, dans les conditions déterminées par le code général des collectivités territoriales.

### Liste des maires
| Période   | Période                       | Identité                                       | Étiquette | Qualité |
| --------- | ----------------------------- | ---------------------------------------------- | --------- | --- |
| 1790      | 1805                          | Jean-Baptiste L'Heureux                        |           | |
| 1805      | 1809                          | Claude de Warmaize                             |           | |
| 1810      | 1811                          | Jean-Baptiste L'Heureux                        |           | |
| 1811      | 1815                          | Charles-Pierre Ducancel                        |           | Avocat et auteur dramatique Sous-préfet de Clermont (1815 → 1816)                                                                        |
| 1816      | 1822                          | Jean-Louis Leclerc,                            |           | Militaire, homme politique et administrateur français, beau-frère de Pauline Bonaparte Comte de l'Empire Officier de la Légion d'honneur |
| 1822      | 1824                          | Charles-Pierre Ducancel                        |           | |
| 1824      | 1826                          | Pierre, Louis Steculorum                       |           | |
| 1826      | 1831                          | Félix Delagarde                                |           | |
| 1831      | 1833                          | Pierre, Louis Steculorum                       |           | |
| 1833      | 1843                          | Pierre Pouillet                                |           | |
| 1843      | 1846                          | Louis Sébastien Boitel                         |           | |
| 1846      | 1870                          | Georges, Toussaint Vimeux                      |           | |
| 1871      | 1874                          | Jacques, Prudent Le Boucher                    |           | |
| 1874      | 1878                          | François, Xavier, Ursule, Adolphe d'Astanieres |           | |
| 1879      | 1884                          | Eugène, Nicolas, Clément d'Astanieres          |           | |
| 1885      | 1889                          | Henri Deneufbourg                              |           | Agriculteur |
| 1890      | 1896                          | Jules, Joseph Gerard                           |           | |
| 1896      | 1899                          | Clément d'Astanières,                          |           | Militaire, peintre, sculpteur |
| 1899      | 1904                          | Jules Gerard                                   |           | |
| 1904      | 1921                          | Henri Deneufbourg                              |           | Agriculteur |
| 1921      | 1943                          | Léon Deneufbourg                               |           | |
| 1943      | 1945                          | Émile Ducastel                                 |           | |
| 1945      | 1952                          | Henri Lacaille                                 |           | |
| 1952      | 1953                          | Gilberte Bourdon                               |           | |
| 1953      | 1974                          | André Deneufbourg                              |           | |
| 1974      | 1993                          | Paul Sueur                                     |           | |
| 1993      | 2001                          | Xavier Deneufbourg                             |           | |
| 2001      | 2008                          | Claude Debaye                                  |           | Enseignant |
| mars 2008 | En cours (au 31 octobre 2024) | Xavier Deneufbourg                             |           | Agriculteur Réélu pour le mandat 2020-2026,                                                                                              |

## Équipements et services publics

### Enseignement
Les enfants de la commune sont scolarisés au sein d'un regroupement pédagogique intercommunal (RPI), qui regroupe La Neuville-Roy, Léglantiers, Pronleroy, Wacquemoulin et Montiers et est géré par le syndicat scolaire « Les Hirondelles », et qui accueille en 2018 270 écoliers scolarisés dans 11 classes de double niveaux réparties dans quatre écoles. Soixante enfants sont accueillis dans deux structures périscolaires, à La Neuville- Roy et Léglantiers.
Le syndicat scolaire a décidé de réaliser une école unique pour les 5 villages, constituant donc un regroupement pédagogique concentré (RPC) à La Neuville-Roy comprenant notamment 12 salles de classe, deux salles de repos, des locaux administratifs, ainsi que des espaces mutualisés comme la bibliothèque, une salle périscolaire, une salle de motricité. La cantine est prévue pour accueillir 50 couverts dans deux salles et jusqu'à 200 convives en deux services.
Ce projet, envisagé dès 2006, voit le début de la construction en octobre 2018 pour une livraison escomptée fin 2019.
Le coût du projet conçu par Christophe Giraud et Christophe Fournier, du cabinet ADD d'Ons-en-Bray, est évalué à 5,2 millions d'euros, financé par une subvention départementale de 1,78 M€, l'État (1,1 million d'euros), le conseil régional (675 767 €) et la CAF de l'Oise (90 000 €),.

## Population et société

### Démographie
Les habitants sont appelés les Montièrois et les Montièroises.

#### Évolution démographique
L'évolution du nombre d'habitants est connue à travers les recensements de la population effectués dans la commune depuis 1793. Pour les communes de moins de 10 000 habitants, une enquête de recensement portant sur toute la population est réalisée tous les cinq ans, les populations de référence des années intermédiaires étant quant à elles estimées par interpolation ou extrapolation. Pour la commune, le premier recensement exhaustif entrant dans le cadre du nouveau dispositif a été réalisé en 2005.

En 2022, la commune comptait 396 habitants, en évolution de −6,6 % par rapport à 2016 (Oise : +0,87 %, France hors Mayotte : +2,11 %).
| 1793 | 1800 | 1806 | 1821 | 1831 | 1836 | 1841 | 1846 | 1851 |
| ---- | ---- | ---- | ---- | ---- | ---- | ---- | ---- | ---- |
| 293  | 309  | 375  | 379  | 434  | 422  | 397  | 397  | 412  |

| 1856 | 1861 | 1866 | 1872 | 1876 | 1881 | 1886 | 1891 | 1896 |
| ---- | ---- | ---- | ---- | ---- | ---- | ---- | ---- | ---- |
| 368  | 408  | 399  | 415  | 429  | 415  | 437  | 404  | 378  |

| 1901 | 1906 | 1911 | 1921 | 1926 | 1931 | 1936 | 1946 | 1954 |
| ---- | ---- | ---- | ---- | ---- | ---- | ---- | ---- | ---- |
| 379  | 413  | 373  | 338  | 371  | 327  | 333  | 316  | 270  |

| 1962 | 1968 | 1975 | 1982 | 1990 | 1999 | 2005 | 2006 | 2010 |
| ---- | ---- | ---- | ---- | ---- | ---- | ---- | ---- | ---- |
| 276  | 292  | 236  | 240  | 353  | 399  | 439  | 438  | 407  |

| 2015 | 2020 | 2022 | - | - | - | - | - | - |
| ---- | ---- | ---- | - | - | - | - | - | - |
| 418  | 406  | 396  | - | - | - | - | - | - |

### Vie associative
L'ASRESS (association pour la sauvegarde et la restauration de l’église Saint-Sulpice) agit pour faciliter la réhabilitation de l'église,.

#### Pyramide des âges
La population de la commune est relativement jeune.
En 2018, le taux de personnes d'un âge inférieur à 30 ans s'élève à 34,4 %, soit en dessous de la moyenne départementale (37,3 %). À l'inverse, le taux de personnes d'âge supérieur à 60 ans est de 18,0 % la même année, alors qu'il est de 22,8 % au niveau départemental.
En 2018, la commune comptait 216 hommes pour 202 femmes, soit un taux de 51,67 % d'hommes, largement supérieur au taux départemental (48,89 %).
Les pyramides des âges de la commune et du département s'établissent comme suit.
| Hommes | Classe d’âge | Femmes |
| ------ | ------------ | ------ |
| 0,0    | 90 ou +      | 1,0    |
| 3,8    | 75-89 ans    | 3,6    |
| 15,2   | 60-74 ans    | 12,2   |
| 20,5   | 45-59 ans    | 23,5   |
| 25,7   | 30-44 ans    | 25,5   |
| 13,8   | 15-29 ans    | 14,3   |
| 21,0   | 0-14 ans     | 19,9   |

| Hommes | Classe d’âge | Femmes |
| ------ | ------------ | ------ |
| 0,5    | 90 ou +      | 1,4    |
| 5,5    | 75-89 ans    | 7,6    |
| 15,6   | 60-74 ans    | 16,3   |
| 20,8   | 45-59 ans    | 20     |
| 19,4   | 30-44 ans    | 19,4   |
| 17,6   | 15-29 ans    | 16,2   |
| 20,6   | 0-14 ans     | 19,1   |

### Manifestations culturelles et festivités
La troisième fête de la moisson a eu lieu en août 2023.

## Culture locale et patrimoine

### Lieux et monuments

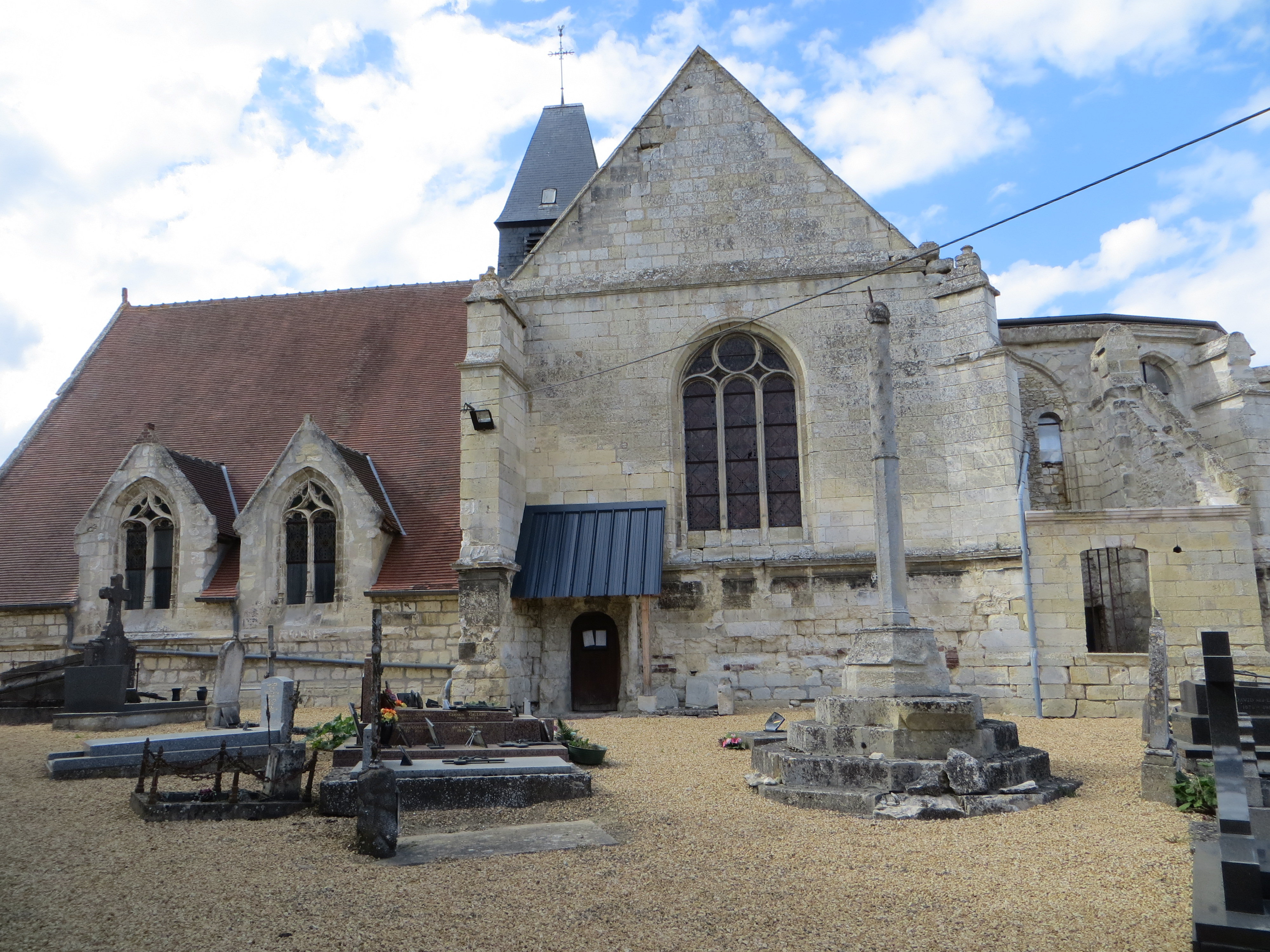
Église Saint-Sulpice - Cloche de l'église sonnant 17h : Fichier:Montiers - Église Saint-Sulpice - 17h.ogg

- Église Saint-Sulpice, constituée d’une nef romane, comportant de grandes arcades s'ouvrant sur les bas-côtés, d’un transept, suivi du choeur d’une travée amorti sur un chevet polygonal. Le clocher se trouve à l'angle nord-ouest.

Construite à partir du XIIe siècle et remaniée en 1646 puis en 1788, sa démolition a été envisagée après un effondrement en 1958. Restée en mauvais état malgré les travaux réalisés à l'époque, elle a bénéficié d'une restauration de ses toitures en 2015 et les travaux de restauration de l'édifice se poursuivent depuis,.
L'église est dotée d'une fenêtre de style gothique flamboyant et d'un portail renaissance
L'église contient une statuaire remarquable  Classée MH :  deux statues du XIVe siècle : saint Évêque, Vierge à l'Enfant, plusieurs du XVIe siècle : Saint-Antoine, un diacre, une Pietà, un Christ en croix  deux autres saints-évêques, l'un du XVIe siècle et l'autre du XVIIe siècle, un Saint-Nicolas du XVIIe siècle.
- Chapelle Sainte-Madeleine-et-Saint-Nicolas.

- Parc de Montiers[55].

### Héraldique
| Blason de Montiers | Blason  | Parti : au 1er d'argent à trois fasces de gueules, au 2d d'or à un scorpion de sable posé en pal ; le tout sommé d'un chef de gueules chargé de trois coquilles d'or. |
| Blason de Montiers | Détails | Le premier est inspiré des armes de la famille des comtes d'Astanières, qui donna deux maires du village. Le second renvoie aux armes de la famille Tarteron de Montiers qui portait « d'or à un scorpion de sable, au chef d'azur chargé de trois étoiles d'argent », et qui donna des seigneurs de Montiers de 1690 jusqu'à la Révolution. Enfin, le chef est inspiré des armes de la famille de Warmaise de Montiers, qui portait « d'argent à la croix de gueules chargée de cinq coquilles d'or », qui possédait la seigneurie avant les Tarteron de Montiers. Adopté en 2021. |

## Pour approfondir